# Кандергрунд
Кандергрунд (нем. Kandergrund) — коммуна в Швейцарии, в кантоне Берн. 
Входит в состав округа Фрутиген. Население составляет 819 человек (на 31 декабря 2006 года). Официальный код — 0564.